# لوغان هوفمان
لوغان هوفمان (بالإنجليزية: Logan Huffman)‏ هو ممثل أمريكي، ولد في 22 ديسمبر 1989 بإنديانابوليس في الولايات المتحدة.

## أعمال

### مسلسلات
- في

## وصلات خارجية
- لوغان هوفمان على موقع IMDb (الإنجليزية)
- لوغان هوفمان على موقع ألو سيني (الفرنسية)
- لوغان هوفمان على موقع أول موفي (الإنجليزية)
- لوغان هوفمان على موقع قاعدة بيانات الفيلم (الإنجليزية)
- لوغان هوفمان على موقع كينوبويسك (الروسية)